# Hendes Mands Forlovede
Hendes Mands Forlovede er en dansk stumfilm fra 1919, der er instrueret af Lau Lauritzen Sr. efter manuskript af Valdemar Andersen.

## Handling
Denne artikel mangler et handlingsreferat. Hjælp os med at skrive det.